# 雷頓教授與奇蹟假面
《雷頓教授與奇蹟假面》（レイトン教授と奇跡の仮面，Professor Layton and the Mask of Miracle）是《雷頓教授》系列首款 N3DS 新作品。

## 角色
雷頓教授（聲：大泉洋）
本名為艾爾夏魯・雷頓，考古學家及不思議研究專家。
路克.特萊頓（聲：堀北真希）
克拉克的兒子，擁有與動物說話的能力。
蕾米·阿爾塔瓦（聲：相武紗季）
雷頓教授的助手，頗有格鬥心得，一般人都難是其對手。

## 外部連結
- （日語）遊戲官方網站 （页面存档备份，存于）